# Liga I (2018/2019)
Liga I 2018/2019 (ze względów sponsorskich Liga I Betano) – była 13. edycją najwyższej klasy rozgrywkowej piłki nożnej w Rumunii pod tą nazwą, a 101. mistrzowskimi rozgrywkami w ogóle.
Brało w niej udział 14 drużyn, które w okresie od 20 lipca 2018 do 1 czerwca 2019 rozegrały w dwóch rundach 40 kolejek meczów.
Sezon zakończył baraż o miejsce w przyszłym sezonie w Liga I.
CFR 1907 Cluj zdobył drugi tytuł z rzędu, a piąty w swojej historii.

## Drużyny
| Uczestnicy poprzedniej edycji                                                                                 | Uczestnicy poprzedniej edycji | Uczestnicy poprzedniej edycji | Uczestnicy poprzedniej edycji |
| --- | ----------------------------- | ----------------------------- | ----------------------------- |
| CFR | CFR Cluj                      | 1                             |                               |
| FCS | FCSB                          | 2                             |                               |
| UCV | CS Universitatea Craiova      | 3                             |                               |
| AST | Astra Giurgiu                 | 4                             |                               |
| VCO | Viitorul Constanța            | 5                             |                               |
| JAS | CSMS Jassy                    | 6                             |                               |
| DIN | Dinamo Bukareszt              | 7                             |                               |
| BOT | FC Botoșani                   | 8                             |                               |
| SSG | Sepsi Sfântu Gheorghe         | 9                             |                               |
| CON | Concordia Chiajna             | 10                            |                               |
| GAZ | Gaz Metan                     | 11                            |                               |
| po barażach                                                                                                   |                               |                               |                               |
| VOL | FC Voluntari                  | 12                            |                               |
| Awans z Liga II                                                                                               |                               |                               |                               |
| DUN | Dunărea Călărași              | 1                             |                               |
| FCH | FC Hermannstadt               | 2                             |                               |
| Oznaczenia: - kolumna pierwsza – skróty nazw drużyn, - kolumna trzecia – miejsce zajęte w poprzednim sezonie. |                               |                               |                               |

## Faza zasadnicza

### Tabela
| Lp. | Drużyna               | M  | Z  | R  | P  | B+ | B- | +/– | Pkt | Kwalifikacja   |
| --- | --------------------- | -- | -- | -- | -- | -- | -- | --- | --- | -------------- |
| 1   | CFR 1907 Cluj         | 26 | 15 | 9  | 2  | 39 | 16 | +23 | 54  | grupa play-off |
| 2   | FCSB                  | 26 | 14 | 7  | 5  | 49 | 29 | +20 | 49  | grupa play-off |
| 3   | Universitatea Krajowa | 26 | 13 | 6  | 7  | 43 | 24 | +19 | 45  | grupa play-off |
| 4   | Astra Giurgiu         | 26 | 11 | 9  | 6  | 36 | 23 | +13 | 42  | grupa play-off |
| 5   | Viitorul Konstanca    | 26 | 11 | 5  | 10 | 26 | 27 | −1  | 38  | grupa play-off |
| 6   | Sepsi OSK             | 26 | 10 | 7  | 9  | 32 | 25 | +7  | 37  | grupa play-off |
| 7   | Botoșani              | 26 | 9  | 9  | 8  | 31 | 33 | −2  | 36  | grupa play-out |
| 8   | FC Politehnica Jassy  | 26 | 10 | 4  | 12 | 28 | 38 | −10 | 34  | grupa play-out |
| 9   | Dinamo Bukareszt      | 26 | 8  | 8  | 10 | 29 | 37 | −8  | 32  | grupa play-out |
| 10  | Hermannstadt          | 26 | 9  | 5  | 12 | 25 | 28 | −3  | 32  | grupa play-out |
| 11  | Gaz Metan Mediaș      | 26 | 7  | 10 | 9  | 25 | 32 | −7  | 31  | grupa play-out |
| 12  | Dunărea Călărași      | 26 | 4  | 12 | 10 | 16 | 25 | −9  | 24  | grupa play-out |
| 13  | Voluntari             | 26 | 4  | 9  | 13 | 30 | 46 | −16 | 21  | grupa play-out |
| 14  | Concordia Chiajna     | 26 | 4  | 6  | 16 | 19 | 45 | −26 | 18  | grupa play-out |

1. ↑  CSM Politehnica Jassy przed rozpoczęciem sezonu zmieniła nazwę na FC Politehnica Jassy.

### Wyniki
| Gospodarz \ Gość      | AST | BOT | CFR | CON | DIN | DUN | FCS | GAZ | HER | IAȘ | SPS | UCR | VII | VOL |
| --------------------- | --- | --- | --- | --- | --- | --- | --- | --- | --- | --- | --- | --- | --- | --- |
| Astra Giurgiu         |     | 1–1 | 1–2 | 3–1 | 4–1 | 1–1 | 1–0 | 3–0 | 1–0 | 1–2 | 1–1 | 0–3 | 3–0 | 0–0 |
| Botoșani              | 1–1 |     | 1–5 | 0–2 | 2–0 | 1–0 | 1–3 | 1–1 | 2–0 | 1–2 | 0–0 | 2–1 | 1–2 | 1–0 |
| CFR 1907 Cluj         | 1–1 | 1–1 |     | 2–1 | 3–1 | 0–0 | 1–1 | 2–2 | 1–1 | 1–0 | 1–0 | 0–0 | 1–2 | 5–0 |
| Concordia Chiajna     | 0–3 | 0–1 | 0–1 |     | 0–0 | 1–1 | 0–0 | 0–0 | 2–0 | 3–6 | 0–3 | 1–3 | 1–1 | 1–3 |
| Dinamo Bukareszt      | 1–2 | 1–2 | 0–3 | 2–1 |     | 1–1 | 1–1 | 1–1 | 2–1 | 3–0 | 0–0 | 3–0 | 1–0 | 2–1 |
| Dunărea Călărași      | 1–2 | 3–2 | 0–0 | 2–1 | 0–0 |     | 1–1 | 0–0 | 0–1 | 2–0 | 0–3 | 1–3 | 0–1 | 1–1 |
| FCSB                  | 1–0 | 2–2 | 0–2 | 0–1 | 3–3 | 2–0 |     | 2–1 | 3–0 | 4–0 | 2–0 | 3–2 | 2–0 | 2–1 |
| Gaz Metan Mediaș      | 1–1 | 1–2 | 0–0 | 2–1 | 3–2 | 0–0 | 1–3 |     | 0–2 | 1–0 | 0–1 | 3–2 | 2–2 | 2–0 |
| Hermannstadt          | 0–2 | 1–1 | 0–1 | 2–1 | 1–1 | 1–1 | 1–3 | 0–1 |     | 2–0 | 1–0 | 0–1 | 1–0 | 4–0 |
| FC Politehnica Jassy  | 1–1 | 2–1 | 0–1 | 3–0 | 1–0 | 1–0 | 1–2 | 1–0 | 0–2 |     | 1–1 | 0–3 | 1–2 | 2–2 |
| Sepsi OSK             | 1–0 | 0–1 | 1–2 | 3–0 | 0–1 | 1–0 | 4–2 | 1–2 | 1–3 | 3–0 |     | 1–0 | 0–0 | 1–1 |
| Universitatea Krajowa | 1–2 | 2–2 | 2–0 | 0–1 | 3–0 | 1–0 | 2–1 | 2–0 | 1–1 | 0–0 | 1–1 |     | 2–0 | 3–1 |
| Viitorul Konstanca    | 1–0 | 1–0 | 0–1 | 0–0 | 4–1 | 0–1 | 1–4 | 2–0 | 1–0 | 0–1 | 2–3 | 0–0 |     | 2–0 |
| Voluntari             | 1–1 | 1–1 | 1–2 | 4–0 | 0–1 | 0–0 | 2–2 | 1–1 | 2–0 | 2–3 | 4–2 | 1–5 | 1–2 |     |

## Faza finałowa

### Grupa play-off
| Lp. | Drużyna                | M  | Z | R | P | B+ | B- | +/– | Pkt | Kwalifikacja lub spadek                     |     | CFR | FCS | VII | UCR | AST | SPS |
| --- | ---------------------- | -- | - | - | - | -- | -- | --- | --- | ------------------------------------------- | --- | --- | --- | --- | --- | --- | --- |
| 1   | CFR 1907 Cluj (M)      | 10 | 7 | 2 | 1 | 15 | 4  | +11 | 50  | Liga Mistrzów UEFA • I runda kwalifikacyjna |     |     | 0–0 | 3–1 | 1–0 | 1–0 | 3–1 |
| 2   | FCSB                   | 10 | 7 | 2 | 1 | 18 | 6  | +12 | 48  | Liga Europy UEFA • I runda kwalifikacyjna   |     | 1–0 |     | 1–2 | 3–2 | 1–0 | 2–0 |
| 3   | Viitorul Konstanca (P) | 10 | 6 | 2 | 2 | 18 | 10 | +8  | 39  | Liga Europy UEFA • II runda kwalifikacyjna  |     | 0–1 | 1–1 |     | 2–1 | 3–0 | 3–1 |
| 4   | Universitatea Krajowa  | 10 | 4 | 1 | 5 | 8  | 10 | −2  | 36  | Liga Europy UEFA • I runda kwalifikacyjna   |     | 0–0 | 0–2 | 1–2 |     | 1–0 | 1–0 |
| 5   | Astra Giurgiu          | 10 | 2 | 0 | 8 | 6  | 20 | −14 | 27  |                                             |     | 1–5 | 0–2 | 1–4 | 0–1 |     | 3–2 |
| 6   | Sepsi OSK              | 10 | 0 | 1 | 9 | 5  | 20 | −15 | 20  |                                             | 0–1 | 1–5 | 0–0 | 0–1 | 0–1 |     |     |

### Grupa play-out
| Lp. | Drużyna               | M  | Z  | R | P | B+ | B- | +/– | Pkt | Kwalifikacja lub spadek |     | GAZ | BOT | DIN | IAȘ | VOL | HER | DUN | CON |
| --- | --------------------- | -- | -- | - | - | -- | -- | --- | --- | ----------------------- | --- | --- | --- | --- | --- | --- | --- | --- | --- |
| 7   | Gaz Metan Mediaș      | 14 | 10 | 2 | 2 | 25 | 9  | +16 | 48  |                         |     |     | 2–0 | 2–1 | 1–1 | 4–0 | 4–1 | 0–0 | 3–1 |
| 8   | Botoșani              | 14 | 8  | 2 | 4 | 18 | 9  | +9  | 44  |                         | 1–0 |     | 1–0 | 3–0 | 2–0 | 1–0 | 1–2 | 0–0 |     |
| 9   | Dinamo Bukareszt      | 14 | 8  | 3 | 3 | 16 | 7  | +9  | 43  |                         | 2–0 | 1–0 |     | 0–0 | 0–0 | 2–0 | 2–0 | 3–2 |     |
| 10  | FC Politehnica Jassy  | 14 | 3  | 5 | 6 | 12 | 18 | −6  | 31  |                         | 1–2 | 0–2 | 0–1 |     | 0–2 | 1–1 | 4–0 | 1–1 |     |
| 11  | Voluntari             | 14 | 5  | 5 | 4 | 14 | 16 | −2  | 31  |                         | 1–2 | 2–1 | 1–2 | 0–0 |     | 2–1 | 0–0 | 2–1 |     |
| 12  | Hermannstadt (B, O)   | 14 | 2  | 5 | 7 | 9  | 19 | −10 | 27  | Baraż o Liga I          |     | 0–2 | 0–2 | 0–0 | 0–1 | 1–1 |     | 2–1 | 1–0 |
| 13  | Dunărea Călărași (S)  | 14 | 3  | 4 | 7 | 8  | 18 | −10 | 25  | Spadek do Liga II       |     | 0–1 | 0–2 | 1–0 | 1–2 | 1–1 | 0–0 |     | 2–0 |
| 14  | Concordia Chiajna (S) | 14 | 2  | 4 | 8 | 17 | 23 | −6  | 19  | Spadek do Liga II       |     | 0–2 | 2–2 | 0–2 | 4–1 | 1–2 | 2–2 | 3–0 |     |

## Baraż o Liga I
Hermannstadt wygrała 2-1 dwumecz z Universitatea Kluż trzecią drużyną Liga II o miejsce w Liga I.
| 9 czerwca 2019 | Universitatea Kluż | 0:2   | Hermannstadt                               |                                                                 |
| 17:00          |                    | (0:0) | 79' Petrișor Petrescu · 80' Juvhel Tsoumou | Cluj Arena, Kluż-Napoka Widzów: 25 664 Sędzia: Andrei Chivulete |

| 12 czerwca 2019 | Hermannstadt | 0:1   | Universitatea Kluż |                                                           |
| 17:00           |              | (0:0) | 64' Dorin Goga     | Stadion Miejski, Sybin Widzów: 4 500 Sędzia: Marius Avram |

## Najlepsi strzelcy
| Bramki | Strzelcy          | Drużyna               |
| ------ | ----------------- | --------------------- |
| 18     | George Țucudean   | CFR 1907 Cluj         |
| 15     | Harlem Gnohéré    | FCSB                  |
| 13     | Mattia Montini    | Dinamo Bukareszt      |
| 13     | Elvir Koljić      | Universitatea Krajowa |
| 13     | Alexandru Mitriță | Universitatea Krajowa |
| 11     | Florinel Coman    | FCSB                  |
| 11     | Ibrahima Tandia   | Sepsi OSK             |
| 10     | Florin Tănase     | FCSB                  |
| 10     | Mario Rondón      | Gaz Metan Mediaș      |
| 10     | Ianis Hagi        | Viitorul Konstanca    |
| 10     | Alexandru Tudorie | Voluntari             |

Źródło: 

## Stadiony
| Astra Giurgiu              |
| Stadion Marin Anastasovici |
| 8 500                      |
|                            |

| Botoșani        |
| Stadion Miejski |
| 7 782           |
|                 |

| CFR 1907 Cluj                 |
| Stadion Constantina Rădulescu |
| 22 198                        |
|                               |

| Concordia Chiajna |
| Stadion Concordia |
| 5 123             |
|                   |

| Dinamo Bukareszt |
| Stadion Dinamo   |
| 15 032           |
|                  |

| Dunărea Călărași  |
| Stadion Ion Comșa |
| 10 400            |
|                   |

| FCSB           |
| Arena Narodowa |
| 55 634         |
|                |

| Gaz Metan Mediaș  |
| Stadion Gaz Metan |
| 7 814             |
|                   |

| Hermannstadt      |                        |
| Stadion Trans-Sil | Stadion Nicolae Dobrin |
| 8 200             | 16 500                 |
|                   |                        |

| FC Politehnica Jassy       |
| Stadion Emila Alexandrescu |
| 11 390                     |
|                            |

| Sepsi OSK       |
| Stadion Miejski |
| 4 774           |
|                 |

| Universitatea Krajowa  |
| Stadion Iona Oblemenki |
| 30 944                 |
|                        |

| Viitorul Konstanca |
| Stadion Viitorul   |
| 4 554              |
|                    |

| Voluntari                 |
| Stadion Anghel Iordănescu |
| 4 600                     |
|                           |